# Vidreres
Vidreres település Spanyolországban, Girona tartományban. Vidreres Lloret de Mar, Tossa de Mar, Caldes de Malavella, Sils és Maçanet de la Selva községekkel határos. Lakosainak száma 8538 fő (2024).

## Népesség
A település népessége az elmúlt években az alábbi módon változott:
| Lakosok száma | 252  | 2231 | 1840 | 1845 | 3587 | 5762 | 7430 | 7702 | 7797 | 8538 |
|               | 1717 | 1887 | 1936 | 1960 | 1986 | 2004 | 2009 | 2014 | 2019 | 2024 |